# Вэлли, Марк
Марк Томас Вэлли (англ. Mark Thomas Valley); род. 24 декабря 1964, Огденсберг, Нью-Йорк, США) — американский телевизионный актёр.

## Жизнь и карьера
Марк Вэлли окончил Военную академию США в 1987 году. Имеет диплом бакалавра по специальностям математики и инженерии. Затем служил в Германии, после чего участвовал в боевых действиях в Персидском заливе.
Вэлли известен благодаря своим ролям в дневных мыльных операх «Другой мир» и «Дни нашей жизни», где он снимался на протяжении девяностых. Он перешёл в прайм-тайм в начале двухтысячных с ролью брата персонажа Даны Дилейни в сериале «Пасадена», а наибольшей известности добился благодаря участию в шоу «Юристы Бостона».
Вэлли снялся в сериалах «Грань», «Живая мишень» и «Закон Хэрри». В 2013 году он присоединился к третьему сезону шоу «Следствие по телу», составив актёрский тандем с Даной Дилейни.
С декабря 2008 до начала 2010 года Вэлли был женат на актрисе Анне Торв, игравшей вместе с ним в сериале «Грань». У Марка есть дочь Шерри (род. 1987).

## Фильмография
| Год       | Русское название                             | Оригинальное название             | Роль                     |
| --------- | -------------------------------------------- | --------------------------------- | ------------------------ |
| 1993      | Невинный                                     | The Innocent                      | Техник в туннеле         |
| 1994—1997 | Дни нашей жизни (сериал)                     | Days of our Lives                 | Jack Deveraux            |
| 1998      | Осада                                        | The Siege                         | Агент ФБР Майк Джонассен |
| 2000      | Диагноз: убийство (сериал)                   | Diagnosis Murder                  | Капитан Паул Девис       |
| 2000—2001 | Опять и снова (сериал)                       | Once and Again                    | Вилл Глюк                |
| 2000—2003 | Скорая помощь (сериал)                       | ER                                | Ричард Локхарт           |
| 2000      | Лучший друг                                  | The Next Best Thing               | Кардиолог                |
| 2000      | Иерихон                                      | Jericho                           | Иерихон                  |
| 2001      | Одинокие стрелки (сериал)                    | The Lone Gunmen                   | Генри Фарст              |
| 2001—2002 | Пасадена (сериал)                            | Pasadena                          | Роберт Грили             |
| 2001      | Big Time                                     | Big Time                          | Чаз                      |
| 2002      | Спин Сити (сериал)                           | Spin City                         | Джозеф                   |
| 2003—2004 | Кин Эдди                                     | Keen Eddie                        | Детектив Кин Эдди        |
| 2004      | Я с ней (сериал)                             | I’m with Her                      | Джек Кэмбелл             |
| 2004—2007 | Юристы Бостона                               | Boston Legal                      | Брэд Чейз                |
| 2004—2007 | 4400                                         | 4400                              | Уорен Литлл              |
| 2006—2008 | Пять причин сказать «Нет» (сериал)           | Emily’s Reasons Why Not           | Риз Калаан               |
| 2007      | Закон и порядок: Специальный корпус (сериал) | Law & Order: Special Victims Unit | Джейк Киган              |
| 2007      | Смерть в эфире                               | Live!                             | Блэр                     |
| 2007      | Шрек третий                                  | Shrek the Third                   | Циклоп (озвучка)         |
| 2008      | Город свингеров                              | Swingtown                         | Брэд Девис               |
| 2008—2009 | Грань (сериал)                               | Fringe                            | Джон Скотт               |
| 2010—2011 | Живая мишень                                 | Human Target                      | Кристофер Ченс           |
| 2012      | Медальон                                     | Stolen                            | Флетчер                  |
| 2012      | Закон Хэрри                                  | Harry’s Law                       | Оливер Ричард            |
| 2013      | Следствие по телу                            | Body of Proof                     | Томми Салливан           |
| 2014      | Кризис                                       | Crisis                            | Директор ЦРУ             |
| 2018      | Флэш                                         | The Flash                         | Антон Слейтер            |
| 2018      | Романовы                                     | The Romanoffs                     | Стив Льюис               |